# Rio do Carmo (periodiskt vattendrag)
Rio do Carmo är ett periodiskt vattendrag i Brasilien.   Det ligger i delstaten Rio Grande do Norte, i den östra delen av landet, 1 700 km nordost om huvudstaden Brasília.
Omgivningarna runt Rio do Carmo är huvudsakligen savann. Runt Rio do Carmo är det ganska glesbefolkat, med 38 invånare per kvadratkilometer.